# Brasile ai Giochi della XIV Olimpiade
Il Brasile ha partecipato ai Giochi della XIV Olimpiade di Londra, svoltisi dal 26 luglio al 14 agosto 1948, con una delegazione di 70 atleti di cui 11 donne. Ha conquistato la medaglia di bronzo nella Pallacanestro.

## Medagliere

### Per discipline
| Sport         | Oro | Argento | Bronzo | Totale |
| ------------- | --- | ------- | ------ | ------ |
| Pallacanestro | 0   | 0       | 1      | 1      |
| Totale        | 0   | 0       | 1      | 1      |

### Medaglie
| Medaglia | Atleta  | Sport         | Evento          |
| -------- | ------- | ------------- | --------------- |
| Bronzo   | Brasile | Pallacanestro | Torneo Maschile |

## Risultati

### Pallacanestro
| Atleta | Classifica |
| --- | ---------- |
| V · D · M Nazionale brasiliana - Pallacanestro ai Giochi della XIV Olimpiade Afonso Évora · Alberto Marson · Alfredo da Motta · Algodão · Benvenuti · Bráz · Gemignani · Guilherme · Marcus Vinícius · Massinet · Nilton Pacheco · Ruy de Freitas · All. Moacyr Brondi Daiuto | Bronzo     |
| Nazionale brasiliana - Pallacanestro ai Giochi della XIV Olimpiade |            |
| Afonso Évora · Alberto Marson · Alfredo da Motta · Algodão · Benvenuti · Bráz · Gemignani · Guilherme · Marcus Vinícius · Massinet · Nilton Pacheco · Ruy de Freitas · All. Moacyr Brondi Daiuto                                                                              |            |